# Kirchenburg Bekokten
Die Kirchenburg Bekokten ist eine von den Siebenbürger Sachsen des Dorfes Bărcuț (deutsch Bekokten)
errichtete Wehrkirche in Siebenbürgen (heute im Kreis Brașov, Rumänien) im Schenker Stuhl.

## Kirche
Von der mittelalterlichen Kirche ist nur der Glockenturm erhalten. 1845 wurde die alte Kirche, deren Dachansatz auf der Ostseite des Turmes sichtbar ist, abgetragen und 1846 neu aufgebaut.
Der Glockenturm wurde in der zweiten Hälfte des 15. Jahrhunderts gebaut, hat einen quadratischen Grundriss und besitzt im Erdgeschoss 3 m dicke Mauern. Der Zustieg in den Turm erfolgt in den zwei Untergeschossen über eine Treppe in der Mauerdicke. Der Glockenstuhl befindet sich im fünften Stock, ist auf Hängeböcken vorgekragt und mit Brettern verschalt. In den darunterliegenden Stockwerken befinden sich Schießscharten, deren Nischen sich nach innen ausweiten und mit Rundbögen überwölbt sind.
1846 wurde die heutige Kirche als Saalkirche erbaut. Der Kirchenraum wird von einem Tonnengewölbe überdeckt, das durch vier Gurtbögen in fünf Felder geteilt wird. Die Arbeiten wurden von Johann Frank aus Mergeln durchgeführt. 1847 erfolgte die Einweihung der neuen Kirche. Nach dem Ersten Weltkrieg wurde eine Erinnerungstafel für die Soldaten aus Bekokten angebracht, welche im Krieg gefallen waren.

## Ausstattung
Die Inneneinrichtung wurde 1846 vom Tischlermeister und Organisten Michael Krieger erstellt. Der Barockaltar des Schäßburger Meisters Johann Folbarth stammt aus den Jahren 1766–1767.
Eine lateinische Inschrift berichtet über seine Entstehung.
Die Kanzel wurde 1792 ebenfalls von Holbarth hergestellt. Der Kanzeldeckel ist bemalt und von einer Holzfigur gekrönt, die den guten
Hirten darstellt. Das steinerne Taufbecken wurde 1847 aufgestellt.
1719 wurde ein Positiv vom Hermannstädter Orgelbauer Martinus Hammer gekauft, das 1741 renoviert wurde. 1765/1766 baute der Kronstädter Orgelbauer Johann Raab eine neue Orgel, die über dem Altar aufgestellt wurde. Bei dem Kirchenumbau 1846 wurde die Orgel auf die Westempore verlegt. Sie hat 22 Register, 2 Manuale und Pedal. 1866 wurde die alte Orgel an Seligstadt verkauft und eine neue Orgel von Samuel Binder aus Schäßburg erworben.
1791 wurde eine Turmuhr eingebaut. Die große Glocke aus vorreformatorischer Zeit trägt die Inschrift „o rex glorie veni cum“.

## Die Kirchenburg
Die mittelalterliche Ringmauer ist bis zu einer Höhe von etwa vier Meter erhalten. Die Reste von zwei Türmen sind an der Innenseite der südlichen Mauer erhalten. Im Südwesten der heutigen Ringmauer kann ein rundbogig überwölbter Eingang erkannt werden. An einem Mauervorsprung der Ringmauer ist die Höhe des früheren Wehrganges zu erkennen.

## Benachbarte Kirchenburgen oder Wehrkirchen
- Kirchenburg Seligstadt
- Kirchenburg Hundertbücheln